# 쌍치초등학교
쌍치초등학교는 대한민국 전북특별자치도 순창군에 있는 초등학교다.

## 학교 연혁
- 1909.04.01 - 순성사립학교 설립
- 1913.05.10 - 쌍치 공립 보통 학교(4년제)
- 1981.03.01 - 병설 유치원 개원
- 1996.03.01 - 쌍치초등학교로 개칭
- 1998.03.01 - 학교재량시간 운영 시범학교(도지정)
- 1999.02.28 - 금국초등학교 통폐합
- 2001.01.01 - 벽지 학교 해제
- 2002.03.01 - 자율특색 연구(시범)학교(도지정)
- 2009.03.01 - 기초학력신장 연구학교 지정
- 2012.03.01 - 7학급 편성(특수학급 1학급)
- 2012.03.01 - 엄마품 온종일 돌봄교실 지정
- 2014-03-21 - 학교 홍보용 전광판 설치
- 2016-02-05 - 제 94회 졸업식 거행(총 졸업생 3,906명 졸업)
- 2016-03-01 - 제 28대 장순금 교장 부임